# Ноябърск
Ноя́бърск (на руски: Ноябрьск) е град в Ямало-Ненецки автономен окръг, Русия. Разположен е в Западносибирската равнина, на около 300 km североизточно от Сургут. Административен център е на градски окръг Ноябърск. Населението на града през 2016 година е 106 631 души.

## История
Селището е основано през ноември 1976 година във връзка с разработването на нефтено находище. Името му произхожда от месеца на основаването му. През 1977 г. е регистрирано и нанесено на географски карти. Първият влак в Ноябърск пристига през май 1978 г. През 1982 г. получава статут на град.

## Население
| 1982    | 1986    | 1989    | 1998    | 2000    | 2003    | 2005    |
| ------- | ------- | ------- | ------- | ------- | ------- | ------- |
| 25 500  | 68 000  | 85 880  | 97 400  | 96 400  | 97 000  | 106 900 |
| 2007    | 2009    | 2011    | 2013    | 2014    | 2015    | 2016    |
| 109 900 | 110 494 | 110 539 | 108 087 | 107 447 | 107 129 | 106 631 |

### Етнически състав
Според данни от преброяването през 2010 г. населението на града е представено от:
| руснаци (65.55%) украинци (12.28%) татари (6.70%) азербайджанци (2.89%) башкири (2.26%) беларуси (1.52%) молдовци (1.10%) лезгинци (0.64%) чуваши (0.58%) узбеки (0.46%) други (6.02%) |

## Климат
Климатът в града е субарктичен. Средната годишна температура е -5 °C, а средното количество годишни валежи е окол 535 mm.
| Климатични данни за Ноябърск       | Климатични данни за Ноябърск | Климатични данни за Ноябърск | Климатични данни за Ноябърск | Климатични данни за Ноябърск | Климатични данни за Ноябърск | Климатични данни за Ноябърск | Климатични данни за Ноябърск | Климатични данни за Ноябърск | Климатични данни за Ноябърск | Климатични данни за Ноябърск | Климатични данни за Ноябърск | Климатични данни за Ноябърск | Климатични данни за Ноябърск |
| Месеци                             | яну.                         | фев.                         | март                         | апр.                         | май                          | юни                          | юли                          | авг.                         | сеп.                         | окт.                         | ное.                         | дек.                         | Годишно                      |
| Средни максимални температури (°C) | −19,1                        | −18                          | −9,1                         | −1,3                         | 6,2                          | 15,4                         | 20,7                         | 16,7                         | 9,9                          | −0,9                         | −11,1                        | −16,4                        |                              |
| Средни температури (°C)            | −23,5                        | −22,8                        | −14,9                        | −6,6                         | 1,5                          | 11,0                         | 16,2                         | 12,7                         | 6,4                          | −3,8                         | −15                          | −20,7                        |                              |
| Средни минимални температури (°C)  | −27,9                        | −27,6                        | −20,6                        | −11,9                        | −3,1                         | 6,6                          | 11,7                         | 8,7                          | 3,0                          | −6,6                         | −18,9                        | −24,9                        |                              |
| Средни месечни валежи (mm)         | 29                           | 21                           | 23                           | 31                           | 40                           | 63                           | 69                           | 78                           | 59                           | 49                           | 40                           | 33                           |                              |
| ---------------------------------- | ---------------------------- | ---------------------------- | ---------------------------- | ---------------------------- | ---------------------------- | ---------------------------- | ---------------------------- | ---------------------------- | ---------------------------- | ---------------------------- | ---------------------------- | ---------------------------- | ---------------------------- |
| Източник: Climate-Data             |                              |                              |                              |                              |                              |                              |                              |                              |                              |                              |                              |                              |                              |

## Икономика
Основният отрасъл е добивът на нефт, като 6% от руския нефт се добива в района на Ноябърск. Освен това се добива природен газ и е развита хранително-вкусовата промишленост.

### Транспорт
Градът разполага с летище, на което могат да кацат големи самолети. Има и две жп гари, обслужващи северния и южния район на града.

## Побратимени градове
- Коростен, Украйна (от 1999 г.)